# جون كونيلي
جون كونيلي (بالإنجليزية: John Connelly)‏ (مواليد 18 يوليو 1938) هو لاعب كرة قدم. يلعب مع منتخب إنجلترا لكرة القدم. سبق له أن لعب في كأس العالم لكرة القدم مع منتخب بلاده.

## مسيرته الكروية
لعب جون كونيلي خلال مسيرته الاحترافية مع 4 أندية في ثمانية عشر موسمًا وسجل خلالها 181 هدف ضمن 573 مباراة. ولم يفز بأي موسم بالكأس وفاز في ثلاثة مواسم بالدوري.
خاض جون كونيلي مسيرته مع نادي بيرنلي في موسم 1956–57 ليلعب معه ثمانية مواسم، مشاركًا في 215 مباراة سجل خلالها 86 هدفًا. ثم انتقل إلى نادي مانشستر يونايتد في موسم 1964–65 واستمر معه طيلة ثلاثة مواسم، حيث شارك في 80 مباراة سجل خلالها 22 هدفًا. لينتقل بعدها إلى نادي بلاكبيرن روفرز في موسم 1966–67 ليلعب معه أربعة مواسم، مشاركًا في 149 مباراة سجل خلالها 36 هدفًا. ثم انتقل إلى نادي بوري في موسم 1970–71 واستمر معه طيلة ثلاثة مواسم، مشاركًا في 129 مباراة سجل خلالها 37 هدفًا.

## روابط خارجية
- جون كونيلي على موقع الاتحاد الدولي (مؤرشف)  (الإنجليزية)
- جون كونيلي على موقع قاعدة بيانات كرة القدم.إي يو (الإنجليزية)
- جون كونيلي على موقع ناشيونال فوتبول تيمز (الإنجليزية)